# Nollrum
Nollrummet eller kärnan till en linjär avbildning {\displaystyle F:\mathbb {U} \rightarrow \mathbb {V} } (där {\displaystyle \mathbb {U} } och {\displaystyle \mathbb {V} } är två vektorrum) definieras som:
{\displaystyle N(F)=\{{\bar {u}}\in \mathbb {U} :F({\bar {u}})={\bar {0}}\}}
Det vill säga mängden av alla vektorer i {\displaystyle \mathbb {U} } som avbildas på nollvektorn, alltså "som blir 0". Att nollrummet gör skäl för sitt namn och inte bara är en delmängd utan även ett underrum till {\displaystyle \mathbb {U} } visas med hjälp av definitionen av en linjär avbildning, ty om {\displaystyle {\bar {u}},{\bar {w}}\in N(F)} och {\displaystyle \alpha \in \mathbb {R} } så gäller:
1. {\displaystyle F({\bar {u}}+{\bar {w}})=F({\bar {u}})+F({\bar {w}})={\bar {0}}\Rightarrow {\bar {u}}+{\bar {w}}\in N(F)}
2. {\displaystyle F(\alpha {\bar {u}})=\alpha F({\bar {u}})=\alpha {\bar {0}}={\bar {0}}\Rightarrow \alpha {\bar {u}}\in N(F)}

vilket är ekvivalent med att {\displaystyle N(F)} är ett underrum av {\displaystyle \mathbb {U} }. 

## Tolkning
Om nollrummet består av åtminstone någon nollskild vektor, det vill säga om {\displaystyle N(F)\not =\{0\}}, och avbildningen {\displaystyle F} kan skrivas med matrisen {\displaystyle A} följer att:
- {\displaystyle Ax=0} har icke-triviala lösningar.

- {\displaystyle A(x+z)=Ax+Az=Ax}, om {\displaystyle z\in N(F).}

Det vill säga att om du har funnit en lösning {\displaystyle x} till ekvationen {\displaystyle y=Ax} så är även {\displaystyle x+z} en lösning, en lösningsstruktur som bekant återfinns även då man löser linjära differentialekvationer. Det innebär också att det finns en inbyggd osäkerhet i det system som beskrivs av ekvationen {\displaystyle y=Ax}. Om {\displaystyle A} är någon slags transform som verkar på en insignal {\displaystyle x} och ger en utsignal {\displaystyle y} så kan du, givet enbart utsignalen {\displaystyle y}, inte veta om insignalen i det här fallet var {\displaystyle x} eller {\displaystyle x+z}.
Att {\displaystyle z} hör till nollrummet behöver dock inte betyda att den inte har någon som helst effekt på systemet. Tänk dig att {\displaystyle y=Ax} nu beskriver en kloss som vi applicerar olika stora krafter på under en viss tid. {\displaystyle y} står för klossens position och hastighet vid sluttidpunkten, {\displaystyle x} innehåller de olika krafter som vi vill applicera och {\displaystyle A} beskriver vilken effekt respektive kraft har på klossens slutposition och sluthastighet. Att {\displaystyle Az=0} innebär i det här fallet inte nödvändigtvis att klossen står still under hela tidsperioden, utan den kan röra sig fram och tillbaka i princip hur som helst så länge den står still i sin ursprungsposition väl vid sluttidpunkten.

## Exempel
- Bestäm {\displaystyle N(F)} om {\displaystyle F} är en ortogonalprojektion i ett plan.

Lösning:
Vid en ortogonalprojektion projiceras varje vektor ner i planet, alltså att man från en given vektor enbart erhåller den komposant som är parallell med planet. {\displaystyle N(F)} består således av de vektorer som helt saknar en komposant parallell med planet, det vill säga som är ortogonala mot planet. Således består {\displaystyle N(F)} av alla vektorer längs planets normallinje.
- Bestäm en bas till {\displaystyle N(F)} om {\displaystyle F:} {\displaystyle \mathbb {R} } 4 {\displaystyle \rightarrow } {\displaystyle \mathbb {R} } 4 ges av matrisen {\displaystyle A}:

{\displaystyle {\begin{pmatrix}2&1&-1&-4\\0&1&-1&0\\0&2&-2&0\\1&0&0&-2\end{pmatrix}}}

Lösning: {\displaystyle N(F)} består av alla de vektorer {\displaystyle X} för vilka {\displaystyle AX=0}, en ekvation som vi tecknar och sedan löser med stegvis gausselimination:
{\displaystyle \left[{\begin{array}{rrrr|r}2&1&-1&-4&0\\0&1&-1&0&0\\0&2&-2&0&0\\1&0&0&-2&0\end{array}}\right]\to \left[{\begin{array}{rrrr|r}0&1&-1&0&0\\0&1&-1&0&0\\0&1&-1&0&0\\1&0&0&-2&0\end{array}}\right]\to \left[{\begin{array}{rrrr|r}0&0&0&0&0\\0&0&0&0&0\\0&1&-1&0&0\\1&0&0&-2&0\end{array}}\right]\Leftrightarrow {\begin{alignedat}{7}x_{2}&&\;=\;&&x_{3}\\x_{1}&&\;=\;&&2x_{4}\end{alignedat}}}
{\displaystyle x_{3}=t,x_{4}=s\Rightarrow x_{2}=t,x_{1}=2s\Rightarrow X={\begin{pmatrix}x_{1}\\x_{2}\\x_{3}\\x_{4}\end{pmatrix}}=s{\begin{pmatrix}2\\0\\0\\1\end{pmatrix}}+t{\begin{pmatrix}0\\1\\1\\0\end{pmatrix}}=s{\bar {v}}+t{\bar {u}}} där vektorerna {\displaystyle {\bar {v}}} och {\displaystyle {\bar {u}}} alltså spänner upp {\displaystyle N(F)} och således utgör en bas för nollrummet.